# 汉诺·莫托拉
汉诺·阿莱克桑泰里·莫托拉（芬蘭語：Hanno Aleksanteri Möttölä，1976年9月9日—），芬兰职业篮球运动员，曾效力于美国NBA联盟。他在2000年的NBA选秀中第2轮第11顺位被亚特兰大鹰选中。